# Židé v evropských zemích

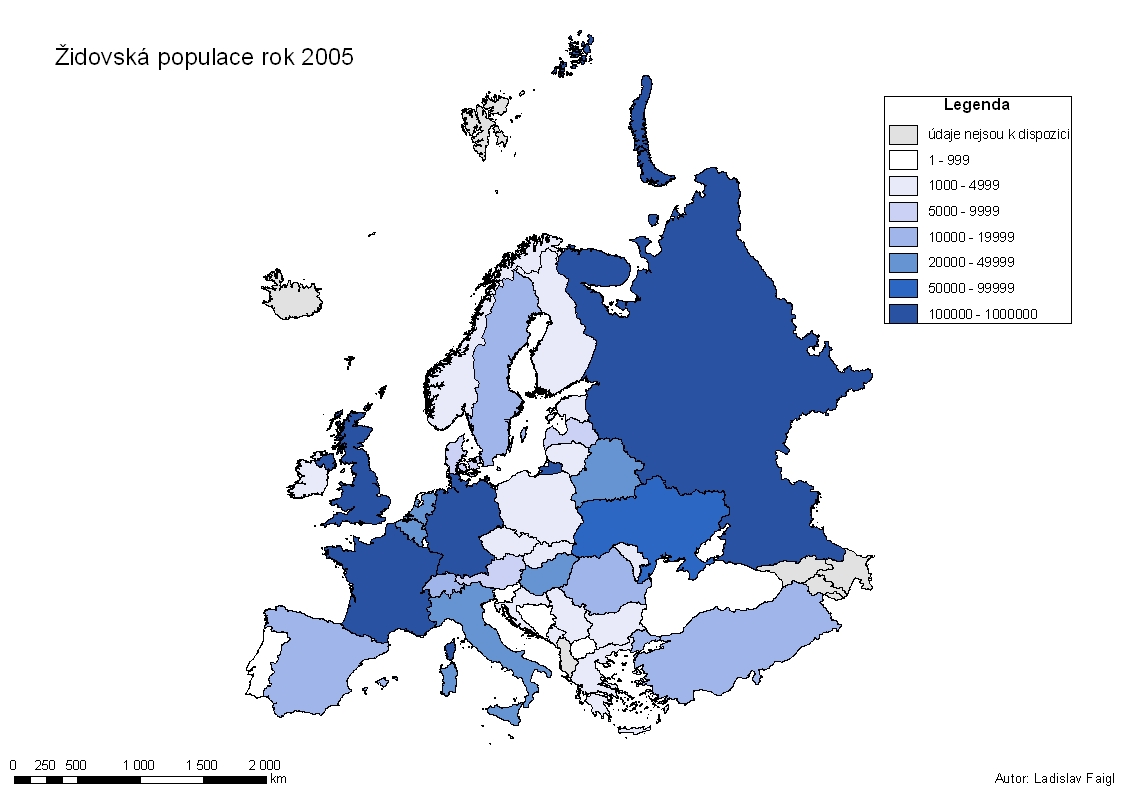
Rozmístění židovského obyvatelstva v Evropě (2005)

Židovské osídlení v Evropě se datuje zhruba dva tisíce let zpět. Podle židovské tradice je Izrael (židé) Bohem vyvolený národ, který je předurčen k utrpení a lásce. Židovský národ byl v minulosti tvrdě utlačován a protižidovské nálady vyvrcholily holocaustem.

## Historie
Židé jsou malý, rozptýlený národ. Až na jednu výjimku jsou Židé v každé zemi, ve které žijí, nevelkou menšinou a skoro všude tvoří většinu z nich přistěhovalci či děti a vnukové přistěhovalců. Abychom porozuměli současnému rozmístění Židů v Evropě, je nezbytné, abychom měli hlubší přehled židovských dějin. Zásadní protnutí židovských a evropských dějin nastalo v roce 63 př. n. l., kdy byla Judea pod římskou správou. Římské impérium bylo taktéž jedna z prvních evropských diaspor na jejímž území žilo po zničení Jeruzaléma v r. 70 přibližně 4 miliony židů. Velmi neblahý vliv na vývoj židovské společnosti mělo přijetí křesťanství za státní náboženství římského císařství ve 4. století. Judaismus se spolu s pohanskými kulty stal obětí represí a útlaku. Situace se zhoršila na počátku 5. století, kdy byli Židé vykázání z veřejných úřadů a armády, byla zrušena pravomoc židovských soudů, zákaz vlastnit otroky, aj. Na počátku 7. století bylo v některých království nařízeno pokřtění všech Židů (Byzanc, Francie, Španělsko). Život Židů v Evropě tehdy dosáhl nejnižší úrovně. Židé byli vyháněni z některých evropských zemí (Anglie – 1290, Francie – 1394, Španělska – 1492). Útoků nebylo židovské obyvatelstvo uchráněno ani v době křížových výprav (Porýní), přestože se je v některých případech panovníci snažili chránit. Toto vše mělo za následek neustálou migraci Židů, zejména všeobecný pohyb na východ do Maďarska a Polska nebo na jih do Itálie. Reformační hnutí v 16. století poskytlo naději na zlepšení situace, ovšem později protestantští panovníci pod vlivem Martina Luthera začali Židy vyhánět a zavádět nejrůznější omezení. V některých zemích probíhaly procesy s Židy až do konce 18. století – zejména ve Španělsku, kde byla inkvizice zrušena teprve roku 1834.

### Moderní doba

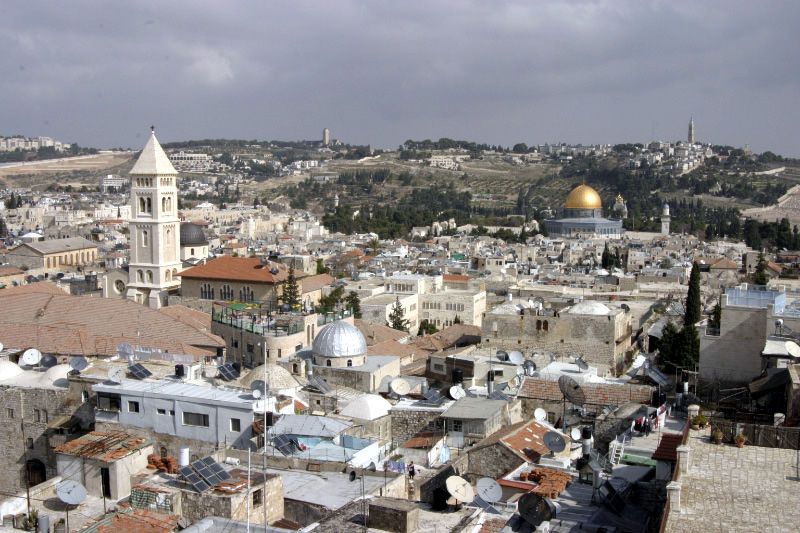
Pohled na jeruzalémské Staré město

V polovině 18. století bylo Židům zakázáno vykonávat většinu profesí a byli nuceni žít na vyhrazených místech (ghettech). Zákonodárství, veřejná správa a vzdělání v ghettech podléhaly autoritě rabínů. Milníkem emancipace Židů se stala Francouzská revoluce. Další klíčovou událostí bylo přijetí Lionela Rothschilda do britského parlamentu roku 1858. Tento proces se však zdaleka netýkal všech evropských zemí. Například v habsburském císařství židé nemohli mít podíl na politické moci, byly jim upřeny i sociální výhody a byli nuceni nosit označení, že jsou Židé.[zdroj?] Stále rozrůstající se antisemitismus byl jedním z prvotních impulsů pro vznik sionismu – kulturní a politické hnutí usilující po návratu do zaslíbené země. Systematické pokusy o židovské osídlení Palestiny vyvolaly zejména pogromy v Rusku a agresivní antisemitismus 19. stol. v Západní Evropě, jehož vrcholem byla Dreyfusova aféra ve Francii. Značný dopad měla taktéž první světová válka v které zahynulo přes 140 000 Židů. Během války došlo několika význačným událostem. K revoluci v Rusku, jež smetla carský režim, který svými opatřeními židovské obyvatelstvo značně sužoval; britské dobytí Palestiny a vzestup USA. Antisemitismus v Evropě však probíhal i nadále a neustále se jeho intenzita zvyšovala. Největší pohromu v historii Židů v Evropě přinesl holokaust. V roce 1935 byli Židé Norimberskými zákony zbaveni občanství. Následovalo několik pogromů, z nichž nejznámějším je Křišťálová noc. Během holocaustu přišlo o život 6 milionů Židů, což představovalo více než jednu třetinu celosvětového židovského obyvatelstva. Tři roky po konci druhé světové války došlo 14. května 1948 ke vzniku samostatného židovského státu, Izraele, který se stal cílem mnoha přeživších holocaustu a Židů z celého světa.

## Sefardská a Aškenázská diaspora

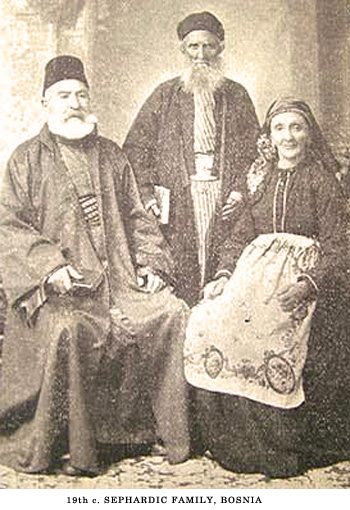
Sefardská rodina, Bosna

### Sefardská diaspora
Pojmenování této diaspory vychází z biblického pojmenování pro Španělsko – Sefarad. Vyhnání Židů ze Španělska r. 1492 se v paměti Židů uchovalo jako přelomová událost jejich historie. Španělsko byla jednou z posledních křesťanských zemí, kde Židé žili v hojném počtu (zhruba 200 000) a prosperovali. Množství židovského obyvatelstvo odešlo po vyhnání do Portugalska, kde je však osud dostihl. Další odešli do oblasti severní Afriky a značná část se odebrala do Osmanské říše. Osmané neměli žádné z křesťanských či muslimských předsudků vůči Židům a tak se židovskému obyvatelstvu v této říši dařilo a v této oblasti se později vyskytlo několik významných židovských učenců.

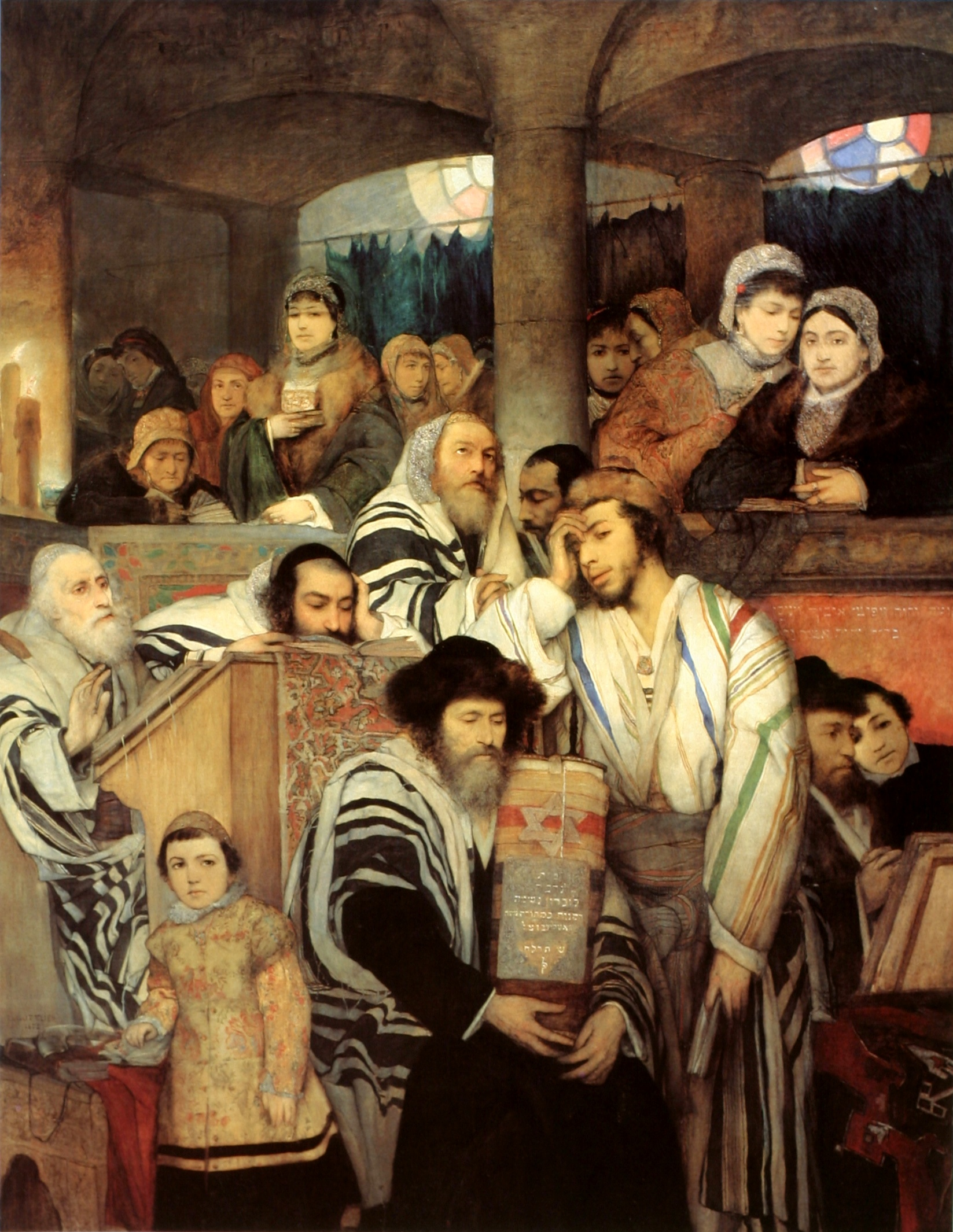
Modlící se aškenázové

### Aškenázská diaspora
Pojmenování této diaspory vychází ze středověkého hebrejského označení pro Německo – Aškenáz. Po vyhnání z měst, byli Židé nuceni přesídlit se do malých městeček a vesnic. Hlavní migrační proud byl východním směrem do Polska, kde se od 13. století udělovala zvláštní privilegia. Aškenázští imigranti v Polsku byli natolik početní, že rodilým Židům vnutili svůj jazyk a kulturu. Zastávali významnou hospodářskou úlohu jako střední třída a v jejich rukou byla většina zahraničního a vnitřního obchodu. Tento rozkvět však skončil kozáckým povstáním r. 1648. Obrovské množství Židů bylo usmrceno či pokřtěno. Následovala zpětná migrace zbylých Židů, ovšem někteří i zůstali a počátkem 19. století tvořila populace ažkenázské diaspory více než polovinu celkového počtu Židů na světě. Specifickým znakem Aškenázů je směsice hebrejštiny a němčiny – jidiš.

## Přehled židovských komunit v evropských zemích
| stát                        | region              | celková populace | ‰ židovské populace | absolutní počet Židů |
| --------------------------- | ------------------- | ---------------- | ------------------- | -------------------- |
| Židé v Albánii              | Jihovýchodní Evropa | 3 600 000        | nezjištěno          | nezjištěno           |
| Židé v Andoře               | Střední Evropa      | 70 600           | nezjištěno          | nezjištěno           |
| Židé v Belgii               | Západní Evropa      | 10 400 000       | 3‰                  | 31 200               |
| Židé v Bělorusku            | Východní Evropa     | 9 800 000        | 2,5‰                | 25 000               |
| Židé v Bosně a Hercegovině  | Jihovýchodní Evropa | 3 900 000        | 0,1‰                | 500                  |
| Židé v Bulharsku            | Jihovýchodní Evropa | 7 800 000        | 0,3‰                | 2 100                |
| Židé v Černé Hoře           | Jihovýchodní Evropa | 684 000          | nezjištěno          | nezjištěno           |
| Židé v Česku                | Střední Evropa      | 10 200 000       | 0,4‰                | 4 000                |
| Židé v Dánsku               | Severní Evropa      | 5 400 000        | 1,2‰                | 6 400                |
| Židé v Estonsku             | Severní Evropa      | 1 300 000        | 1,5‰                | 1 900                |
| Židé ve Finsku              | Severní Evropa      | 5 200 000        | 0,2‰                | 1 110                |
| Židé ve Francii             | Západní Evropa      | 60 000 000       | 8,2‰                | 494 000              |
| Židé v Chorvatsku           | Jihovýchodní Evropa | 4 400 000        | 0.4‰                | 1 700                |
| Židé na Islandu             | Severní Evropa      | 297 000          | 0,03‰               | 10                   |
| Židé v Irsku                | Západní Evropa      | 4 100 000        | 0,3‰                | 1 200                |
| Židé v Itálii               | Jižní Evropa        | 57 800 000       | 0,5‰                | 28 700               |
| Židé v Lotyšsku             | Severní Evropa      | 2 300 000        | 4,1‰                | 9 500                |
| Židé v Litvě                | Severní Evropa      | 3 400 000        | 1‰                  | 3 300                |
| Židé v Lichtenštejnsku      | Střední Evropa      | 35 000           | 0,5‰                | 18                   |
| Židé v Lucembursku          | Západní Evropa      | 500 000          | 1,2‰                | 600                  |
| Židé v Maďarsku             | Střední Evropa      | 10 100 000       | 4,9‰                | 49 900               |
| Židé na Maltě               | Jižní Evropa        | 404 500          | nezjištěno          | nezjištěno           |
| Židé v Moldavsku            | Východní Evropa     | 4 200 000        | 1,4‰                | 6 000                |
| Židé v Monaku               | Jižní Evropa        | 32 400           | nezjištěno          | nezjištěno           |
| Židé v Německu              | Střední Evropa      | 82 600 000       | 1,4‰                | 115 000              |
| Židé v Nizozemsku           | Západní Evropa      | 16 300 000       | 1,8‰                | 30 000               |
| Židé v Norsku               | Severní Evropa      | 4 600 000        | 0.3‰                | 1 200                |
| Židé v Polsku               | Střední Evropa      | 38 200 000       | 0.1‰                | 3 500                |
| Židé v Portugalsku          | Jižní Evropa        | 10 500 000       | 0,047‰              | 500                  |
| Židé v Rakousku             | Střední Evropa      | 8 100 000        | 1,1‰                | 9 000                |
| Židé v Rumunsku             | Jihovýchodní Evropa | 21 700 000       | 0.5‰                | 10 300               |
| Židé v Rusku                | Východní Evropa     | 144 100 000      | 1,9‰                | 275 000              |
| Židé v Řecku                | Jižní Evropa        | 11 000 000       | 0,4‰                | 4 500                |
| Židé v Severní Makedonii    | Jihovýchodní Evropa | 2 000 000        | 0.1‰                | 100                  |
| Židé na Slovensku           | Střední Evropa      | 5 400 000        | 0.5‰                | 2 700                |
| Židé ve Slovinsku           | Střední Evropa      | 2 000 000        | 0.1‰                | 100                  |
| Židé ve Spojeném království | Západní Evropa      | 59 900 000       | 5‰                  | 297 000              |
| Židé v Srbsku               | Jihovýchodní Evropa | 9 000 000        | 0,24‰               | 2 200                |
| Židé ve Španělsku           | Jižní Evropa        | 42 500 000       | 0,3‰                | 12 000               |
| Židé ve Švédsku             | Severní Evropa      | 9 000 000        | 1,7‰                | 15 000               |
| Židé ve Švýcarsku           | Střední Evropa      | 7 400 000        | 2,4‰                | 17 900               |
| Židé v Turecku              | Jihovýchodní Evropa | 71 300 000       | 0.3‰                | 17 900               |
| Židé na Ukrajině            | Východní Evropa     | 47 400 000       | 2,3‰                | 110 000              |
| Evropská unie (27)          | Evropská unie (27)  | 486 104 500      | 2,33‰               | 1 133 500            |
| Celkem                      | Celkem              | 789 922 600      | 2,01‰               | 1 591 028            |

Zdroj dat: American Jewish Committee Archives Archivováno 4. 8. 2019 na Wayback Machine. (rok 2005)
1. ↑  přibližná hodnota
2. ↑  uváděno v promilích (počet Židů na 1000 obyvatel)

Uvedená data jsou přibližná a liší se v závislosti na jednotlivých průzkumech. Na těchto stránkách jsou k naleznutí demografické populační tabulky týkající se židovské populace:
- American Jewish Committee Archives Archivováno 4. 8. 2019 na Wayback Machine. (r.2005) – anglicky
- The Virtual Jewish Library – Židovská populace světa (r.2005) – anglicky
- Beth Hatefutsoth – Muzeum židovského lidu – anglicky
- Židovské populační taubulky (r.2002) – anglicky